# Rhododendron javanicum
Rhododendron javanicum är en ljungväxtart. Rhododendron javanicum ingår i släktet rododendron, och familjen ljungväxter.

## Underarter
Arten delas in i följande underarter:
- R. j. cladotrichum
- R. j. javanicum
- R. j. kinabaluense
- R. j. palawanense
- R. j. schadenbergii
- R. j. teysmannii

## Bildgalleri

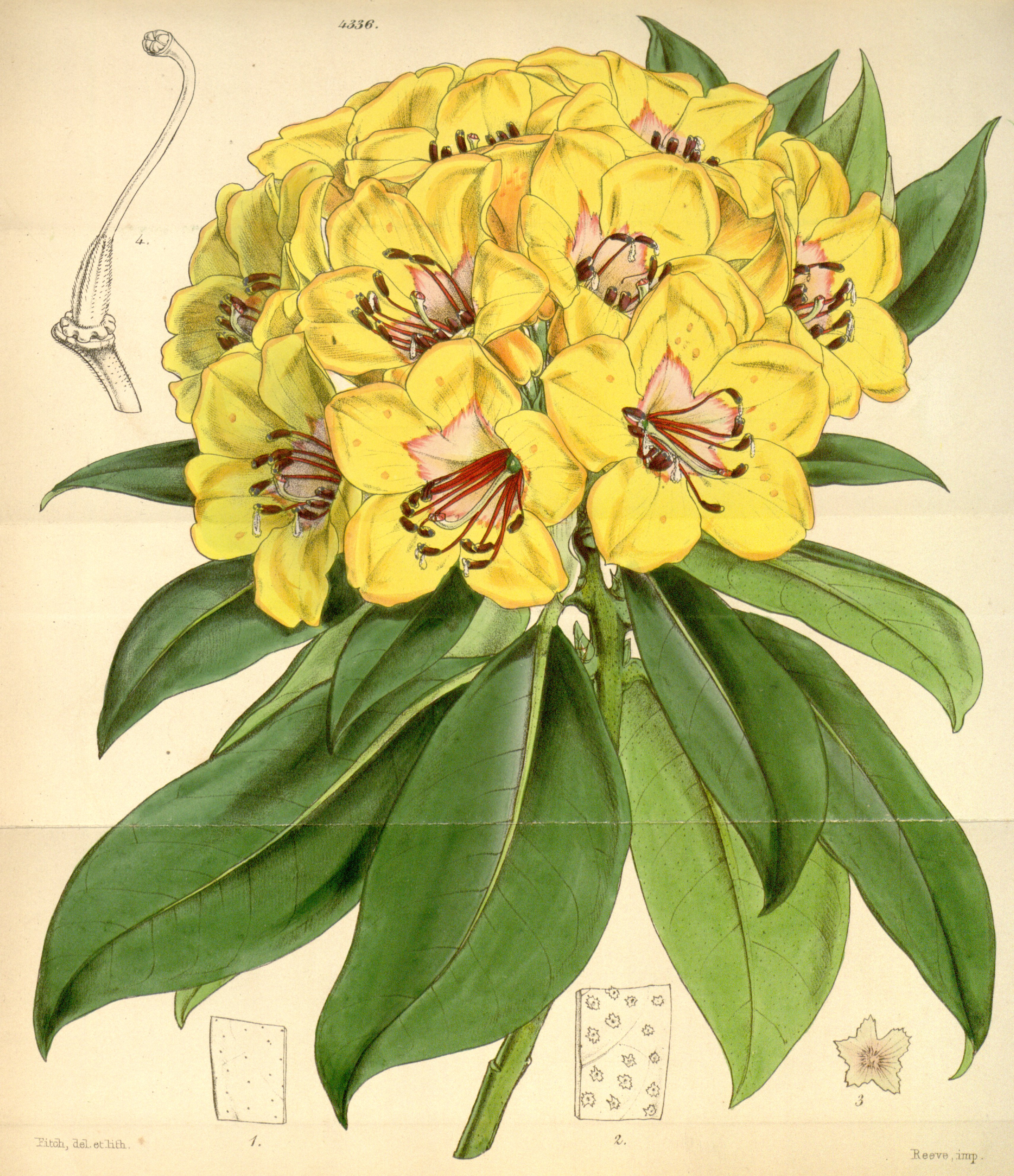
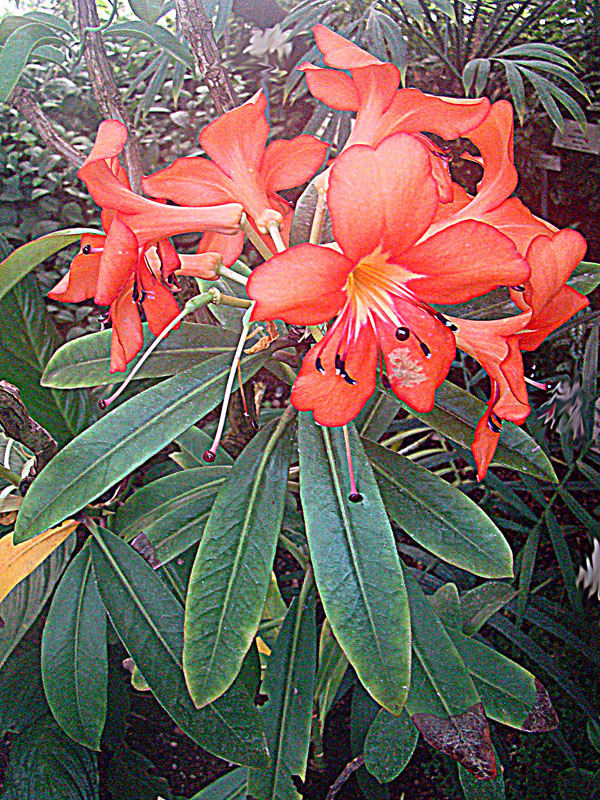
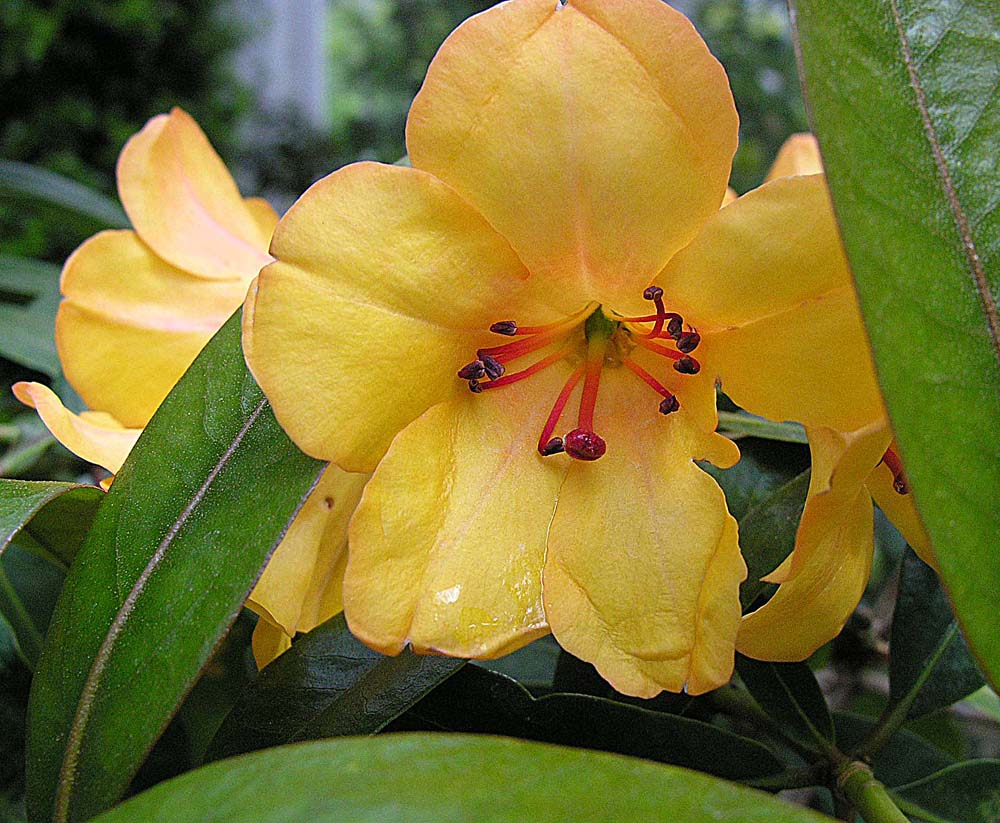
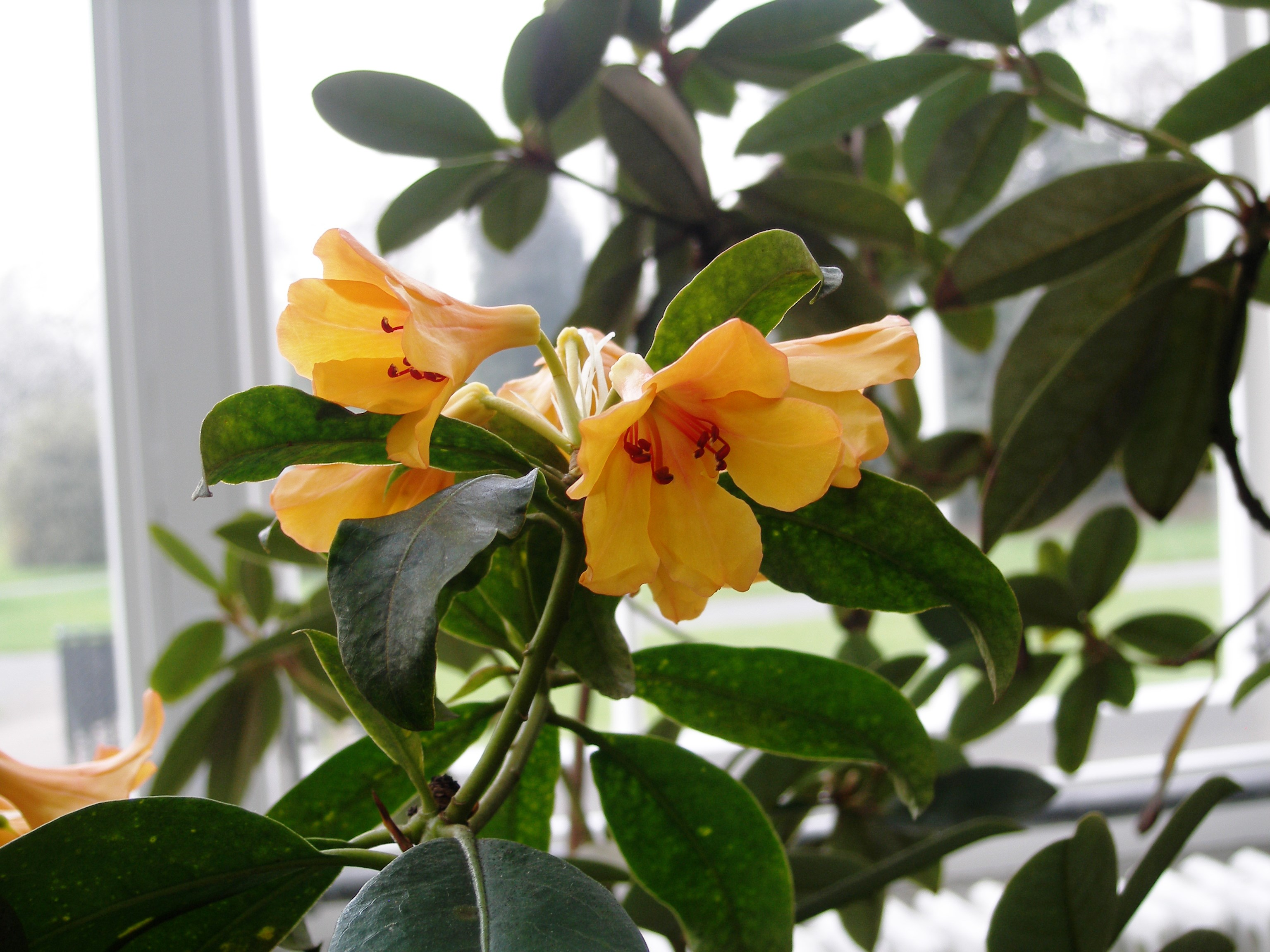
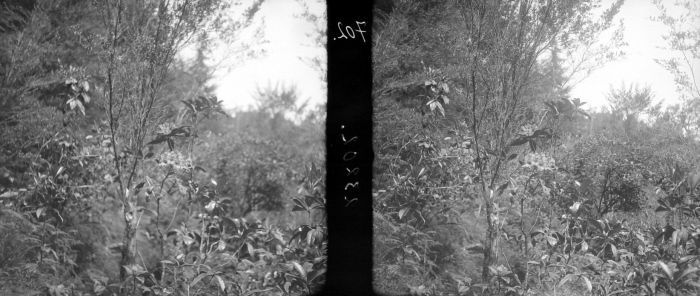